# Джунглі (настільна гра)
Джунглі або Dou Shou Qi (доу шоу ці) (鬥獸棋, Game of Fighting Animals) — традиційна китайська настільна гра, відома також під назвами «Jungle Chess» або «Animal Chess». В неї грають двоє гравців на спеціальній дошці 7x9 клітин. 

## Правила

### Мета
Метою гри є або прохід фігури на спеціальне поле, «схованку», яка розташована на стороні супротивника, або захоплення всіх ворожих фігур. 

### Дошка
На дошці є кілька спеціальних областей та полів: 
 Притулок' (獸穴 shòuxuè шоусюе, 'звірине лігво') знаходиться в центрі першого ряду дошки та позначено китайським ієрогліфом.Пастки (陷阱 xiànjǐng сяньцзін, 'вовча яма; пастка, капкан') знаходяться праворуч та ліворуч від Притулку, а також перед ним, і теж позначені відповідним китайським ієрогліфом. Дві області з водою або Річки (河川 héchuān Хечуань) знаходяться в центрі дошки. кожна Річка має розмір 2x3 поля, і підписана китайським символом, що позначає річку. Протилежні сторони ігрового поля з'єднуються трьома колонками звичайних «сухопутних» клітин — дві з них по краях дошки, одна — посередині між «річками». 
|  |  |
|  |  |
|  |  |

### Фігури
Кожен з гравців має по 8 фігур, які символізують різних тварин і які розрізняються за рангом. Фігура може захоплювати лише фігури з таким самим або з меншим рангом, ніж у неї самої. Але є один виняток з правила: слон не може захопити мишу, але миша може захопити слона.  
Список фігур за зменшенням рангу: 
8 — Слон (象 xiàng сян)
7 — Лев (狮 shī wu)
6 — Тигр (虎 hǔ ху)
5 — Леопард (Китайська豹 bào бао)
4 — Пес (狗 gǒu гоу)
3 — Вовк (狼 láng лан)
2 — Кіт (Китайська 貓 māo мао)
1 — Миша (Китайська 鼠 shǔ шу)
Фігури розставляють на відповідні картинки тварин, зображені на дошці для гри.

### Ходи
Гру починають Білі. Гравці пересувають фігури за чергою. Кожна фігура ходить на один квадрат по горизонталі або по вертикалі (але не по діагоналі). Фігура не може заходити в свою власну схованку. 
Існують спеціальні правила, що стосуються водойм: 
- Миша — єдина тварина, яка може пересуватися по водних квадратах.
- Миша не може прямо з води «з'їсти» Слона або іншу Мишу, які стоять на суші.
- Миша може атакувати ворожу Мишу, якщо обидві фігурки знаходяться у воді.
- Миша на землі не може атакувати мишу у воді.
- Фігури «Лев» та «Тигр» можуть перестрибнути через річку, рухаючись горизонтально або вертикально. Вони стрибають з клітки на одному краю ріки на наступну сухопутну клітку з іншого боку річки. Такий стрибок заборонено, якщо на будь-який з водних клітин, через які він відбувається, розташована Миша (своя або суперника). Лев і Тигр таким стрибком можуть захопити нижчу за рангом фігуру суперника.

### Здобич
Тварини захоплюють фігури суперника «з'їдаючи» їх. Фігура може захопити будь-яку ворожу фігуру, такого ж самого або нижчого рангу, за такими винятками: 
- Миша  може взяти в полон («з'їсти») Слона.  Цим вона нагадує «Шпигуна» в Стратего.  Миша не може захопити Слона з водного квадрата.
- Будь-яка фігура суперника, що встала на одну з Пасток Гравця, може бути з'їдена будь-якою фігурою, незалежно від рангу.

### Можливі варіанти
Є деякі популярні варіанти правил, офіційно опубліковані виробниками гри: 
- Всі пастки універсальні. Якщо тварина входить у пастку на своїй власній території, тварина противника в змозі захопити її незалежно від різниці в ранзі.

- У деяких іграх «Вовк», може бути сильнішим ніж «Собака».

- Правила для Миші про захоплення Слона або Миші з води або у воді також мають варіанти.

- Слон  не може «з'їсти» Мишу  ні за яких обставин.

- Леопард  може стрибати через річку по горизонталі, але не по вертикалі (Леопард слабший ніж Тигр або Лев). Він також не може стрибати через Мишу, яка перебуває у воді.

- Існує спрощена версія під назвою Шахи Тварин («Animal Chess»), у якої немає ніяких пасток або річок, а з фігур лише Миші, Собаки, Тигри та Слони.[1]

- Серед багатьох прикладів, показаних на gameboardgeek, є принаймні один, де фігури зроблені так, що суперник їх не бачить (виготовлені як карти на підставках, подібно до фігур в грі Стратего). Ця начебто незначна зміна переводить гру з розряду ігор з ' повним знанням ' в розряд ігор з неповною інформацією.